# Gorsleben
Gorsleben est une ancienne commune allemande de l'arrondissement de Kyffhäuser, Land de Thuringe.

## Géographie
Près de Gorsleben, la Lossa se jette dans l'Unstrut.
| Oldisleben |           | Heldrungen     |
| Kannawurf  | Gorsleben | Oberheldrungen |
| Etzleben   |           | Hemleben       |

La Bundesautobahn 71 et la Bundesstraße 85 passent sur le territoire de Gorsleben ainsi que la ligne de Sangerhausen à Erfurt.

## Histoire
Gorsleben est mentionné pour la première fois en 772 sous le nom de Genrichesleiba.

## Personnalités liées à la commune
- Sethus Calvisius (1556-1615), compositeur
- Heinrich Martin Eccard (1615-1669), théologien protestant
- Traugott Karl August Vogt (1762-1807), médecin